# Пальмоцвіті
Пальмоцвіті — порядок однодольних рослин із клади комелінідів. 

## Опис
Стебло добре розвинене, деревне. Є судини в коренях. Є кутикулярний віск. Листки розташовані по спіралі, квітки ± сидячі. Плоди не розпадаються; насіння 3 на плід, округле.